# Zatrephes ossea
Zatrephes ossea là một loài bướm đêm thuộc phân họ Arctiinae, họ Erebidae.